# Толмачёвское сельское поселение (Тверская область)
Толмачёвское се́льское поселе́ние (карел. Tolmačun kyläkunda) — упразднённое муниципальное образование в составе Лихославльского района Тверской области России.
Центр поселения — село Толмачи.
Законом Тверской области от 5 апреля 2021 года № 17-ЗО было упразднено к 17 апреля 2021 года в связи с преобразованием Лихославльского муниципального района в Лихославльский муниципальный округ.

## Географические данные
- Общая площадь: 412,8 км² — наибольшая в районе.
- Нахождение: северная часть Лихославльского района.
  - Граничило:
    - на северо-западе — со Спировским районом, Краснознаменское СП и Козловское СП
    - на северо-востоке — с Максатихинским районом, Ривицкое СП и Трестенское СП
    - на востоке — с Рамешковским районом, СП Некрасово, СП Высоково и СП Никольское
    - на юге — с Микшинским СП и Станским СП.

Главные реки — Тихвинка и Светча, на юге, по границе — Медведица.

## История
В середине XIX-начале XX века деревни поселения относились к Бежецкому (восточная часть поселения) и Вышневолоцкому (северо-западная часть) уездам Тверской губернии.
После ликвидации губерний в 1929 году территория поселения входила:
- в 1929—1935 гг. в Московскую область, Толмачевский район,
- в 1935—1956 годы в Калининскую область, Новокарельский район,
  - в 1937—1939 гг. в Калининскую область, Карельский национальный округ,
- в 1956—1963 годы в Калининскую область, Лихославльский район,
- в 1963—1964 годы в Калининскую область, Торжокский район,
- в 1964—1990 годы в Калининскую область, Лихославльский район,
- с 1990 в Тверскую область, Лихославльский район.

Образовано в 2005 году, включило в себя территории Березовского, Назаровского, Прудовского и Толмачевского сельских округов.

## Население
| 2010  | 2011  | 2012  | 2013  | 2014  | 2015  | 2016  |
| ----- | ----- | ----- | ----- | ----- | ----- | ----- |
| 1689  | ↘1676 | ↘1652 | ↘1634 | ↘1592 | ↘1565 | ↘1535 |
| 2017  | 2018  | 2019  | 2020  | 2021  |       |       |
| ↘1514 | ↘1465 | ↘1438 | ↘1418 | ↘1375 |       |       |

На 01.01.2008 — 2026 человек.
Национальный состав: русские и тверские карелы.

## Населённые пункты
На территории поселения находились 56 населённых пунктов:
| №  | Тип нп | Название          | Население (2008 год) |
| -- | ------ | ----------------- | -------------------- |
| 1  | дер.   | Берёзовка         | 36                   |
| 2  | дер.   | Борки             | 8                    |
| 3  | дер.   | Васильки          | 38                   |
| 4  | дер.   | Ветча             | 1                    |
| 5  | дер.   | Воробьёво         | 73                   |
| 6  | дер.   | Воскресенское     | 10                   |
| 7  | дер.   | Высокое           | 7                    |
| 8  | дер.   | Гаврилково        | 20                   |
| 9  | дер.   | Гришутино         | 5                    |
| 10 | дер.   | Дворище           | 7                    |
| 11 | дер.   | Денежное          | 23                   |
| 12 | дер.   | Долганово         | 33                   |
| 13 | дер.   | Дубниха           | 25                   |
| 14 | дер.   | Житниково         | 4                    |
| 15 | дер.   | Заболотье         | 15                   |
| 16 | дер.   | Задниково         | 13                   |
| 17 | дер.   | Заручевье         | 7                    |
| 18 | дер.   | Змеево            | 10                   |
| 19 | дер.   | Иваньково         | 11                   |
| 20 | дер.   | Климово           | 33                   |
| 21 | дер.   | Козлово           | 16                   |
| 22 | дер.   | Колмодворка       | 35                   |
| 23 | дер.   | Крутое            | 10                   |
| 24 | дер.   | Курганы           | 21                   |
| 25 | дер.   | Лазарево          | 3                    |
| 26 | дер.   | Ломовое           | 14                   |
| 27 | дер.   | Любимовка         | 1                    |
| 28 | дер.   | Макаровская Горка | 1                    |
| 29 | дер.   | Малая Березовка   | 1                    |
| 30 | дер.   | Малиновка         | 0                    |
| 31 | дер.   | Меледиха          | 0                    |
| 32 | пос.   | Мирный            | 154                  |
| 33 | дер.   | Митецкое          | 13                   |
| 34 | дер.   | Михайловское      | 10                   |
| 35 | дер.   | Мяммино           | 11                   |
| 36 | дер.   | Назарово          | 161                  |
| 37 | дер.   | Новинка           | 4                    |
| 38 | дер.   | Октябрёво         | 1                    |
| 39 | дер.   | Осташево          | 0                    |
| 40 | дер.   | Павлово           | 25                   |
| 41 | дер.   | Пальцево          | 2                    |
| 42 | дер.   | Песчанка          | 4                    |
| 43 | дер.   | Поповка           | 7                    |
| 44 | дер.   | Прудово           | 265                  |
| 45 | дер.   | Райки             | 3                    |
| 46 | дер.   | Раменье           | 20                   |
| 47 | дер.   | Сосновка          | 0                    |
| 48 | село   | Толмачи           | 809                  |
| 49 | дер.   | Трестенка         | 1                    |
| 50 | дер.   | Трофимки          | 13                   |
| 51 | дер.   | Хмелёвка          | 1                    |
| 52 | дер.   | Черновка          | 10                   |
| 53 | дер.   | Черняево          | 15                   |
| 54 | дер.   | Шелехово          | 6                    |
| 55 | дер.   | Яблонька          | 0                    |
| 56 | дер.   | Ячменниково       | 10                   |

### Бывшие населенные пункты
На территории поселения исчезли деревни Вилово,Высокое, Житники, Журавлёвка, Лисья, Никольское, Новоселово, Прогресс (Матвей Пустошь), Разбойница, Тухна, Шорное, Яблонька и другие.

Деревня Горохово присоединена к деревне Назарово.

## Известные люди
В деревне Воробьёво родилась Герой Советского Союза Мария Васильевна Смирнова, летчица, командир эскадрильи.